# Розалія Тілегенова
Розалія Тілегенова (нар. 21 червня 1994) — киргизька борчиня вільного стилю, бронзова призерка чемпіонату Азії. Майстер спорту Киргизстану з вільної боротьби.

## Життєпис
Після 7 класу переїхала до Бішкека і пішла навчатися в спортивну школу, в 9-му класі її помітили і запропонували перейти в боротьбу і вона залишилася в цьому виді спорту.
У 2011 році стала бронзовою призеркою чемпіонату Азії серед кадетів.
На Всесвітніх іграх кочівників 2016 року посіла третє місце, виступаючи у змаганнях з таяк-тартишу у ваговій категорії 53 кг.
Неодноразова чемпіонка Киргизстану з вільної боротьби. Тренується під керівництвом головного тренера країни Нурбека Ізабекова, її особистий тренер Руслан Іскенов.
Паралельно із заняттям спортом працювала касиром у філії «Лотереї 37 Астра-клубу», до того працювала барменом.

### Інцидент з побиттям неповнолітньої
3 квітня 2012 року Тілегенова разом із ще одним членом національної збірної з боротьби Айсулуу Тинибековою побила неповнолітню дівчину неподалік від Киргизької національної філармонії.
Ленінський райсуд Бішкека засудив Айсулуу Тинибекову до двох років позбавлення волі умовно. Її співучасниця Розалія Тілегенова отримала один рік умовно. Спортсменки не визнали свою провину.

## Спортивні результати на міжнародних змаганнях

### Виступи на Чемпіонатах світу
| Змагання                        | Збірна     | Вагова категорія          | Місце |
| ------------------------------- | ---------- | ------------------------- | ----- |
| Чемпіонат світу з боротьби 2015 | Киргизстан | жіноча боротьба, до 53 кг | 28    |

### Виступи на Чемпіонатах Азії
| Змагання                       | Збірна     | Вагова категорія          | Місце  |
| ------------------------------ | ---------- | ------------------------- | ------ |
| Чемпіонат Азії з боротьби 2012 | Киргизстан | жіноча боротьба, до 51 кг | 5      |
| Чемпіонат Азії з боротьби 2013 | Киргизстан | жіноча боротьба, до 51 кг | 9      |
| Чемпіонат Азії з боротьби 2014 | Киргизстан | жіноча боротьба, до 53 кг | Бронза |
| Чемпіонат Азії з боротьби 2016 | Киргизстан | жіноча боротьба, до 53 кг | 12     |
| Чемпіонат Азії з боротьби 2017 | Киргизстан | жіноча боротьба, до 53 кг | 12     |

### Виступи на інших змаганнях
| Змагання                                                         | Збірна     | Вагова категорія          | Місце |
| ---------------------------------------------------------------- | ---------- | ------------------------- | ----- |
| Олімпійський кваліфікаційний турнір з боротьби 2012 (Гельсінкі)  | Киргизстан | жіноча боротьба, до 55 кг | 22    |
| Гран-прі Німеччини з боротьби 2014                               | Киргизстан | жіноча боротьба, до 53 кг | 16    |
| Олімпійський кваліфікаційний турнір з боротьби 2016 (Улан-Батор) | Киргизстан | жіноча боротьба, до 53 кг | 18    |

### Виступи на змаганнях молодших вікових груп
| Змагання                                     | Збірна     | Вагова категорія          | Місце  |
| -------------------------------------------- | ---------- | ------------------------- | ------ |
| Чемпіонат Азії з боротьби серед кадетів 2011 | Киргизстан | жіноча боротьба, до 46 кг | Бронза |
| Чемпіонат Азії з боротьби серед юніорів 2012 | Киргизстан | жіноча боротьба, до 51 кг | 8      |